# ウンディーナ (チャイコフスキー)
『ウンディーナ』（ロシア語: Ундина）は、ピョートル・チャイコフスキーが1869年に作曲した全3幕のオペラ。リブレットはヴァシーリー・ジュコーフスキーが翻訳したフリードリヒ・フーケの小説『ウンディーネ』を基にウラディーミル・ソログープが執筆した。

## 歴史
作曲は1869年の1月から7月にかけての期間に行われたが、チャイコフスキーは1873年に楽譜を破棄してしまっており、このオペラは数曲の歌が現存しているのみとなっている。本作が全曲の形で演奏されたことは一度もない。
今日まで残されている楽曲は次の通り。
1. 序曲
2. ウンディーナのアリア「滝、私のおじ、小川、私の兄弟」
3. 合唱「助けて、助けて！私たちの流れは荒れています」
4. ウンディーナとフルトブラントの二重唱「おお幸せよ、おお祝福された時よ」
5. 合唱「おお死の時よ」

上記のうち少なくとも3曲、アリア、二重唱と最後の合唱は1870年3月28日にモスクワのボリショイ劇場で行われたモスクワ初演にて上演されている。
本作の楽曲の一部はチャイコフスキーの以降の他作品に再利用されている。
- 第3幕の結婚行進曲は交響曲第2番の第2楽章に転用された。
- 序曲はそのままの形でオストロフスキーの『雪娘』への付随音楽の序曲となった。
- ウンディーナのアリアは若干の改訂を施した上で『雪娘』のレルの最初の歌となった。
- 二重唱はバレエ音楽『白鳥の湖』のジークフリートとオデットのデュエット（No. 13-V）へと再利用された。声楽部分はチェロとヴァイオリンの独奏に置き換えられた。

## 配役
| 人物名                      | 声域         | 初演 1870年3月28日（ユリウス暦 3月16日） （指揮：エドゥアルド・メルテン） |
| --------------------------- | ------------ | ------------------------------------------------------------------------- |
| ゴルトマン 「老いた漁夫」   | バス         |                                                                           |
| ベルタ 「彼の妻」           | メゾソプラノ |                                                                           |
| ウンディーナ 「彼らの養女」 | ソプラノ     | A.アレクサンドローヴァ＝コチェトヴァ                                      |
| フルトブラント 「騎士」     | テノール     | アレクサンドル・ドドノフ                                                  |
| 公爵                        | バス         |                                                                           |
| ベルタルダ 「公爵の娘」     | メゾソプラノ |                                                                           |
| 合唱、歌唱なし：人々        |              |                                                                           |

## 楽器編成
ピッコロ、フルート2、オーボエ2、クラリネット2（B♭）、ファゴット2、ホルン4（F）、トランペット2（B♭）、トロンボーン2、テューバ、ティンパニ、トライアングル、シンバル、大太鼓、ハープ、ピアノ、弦五部。

## 舞台
- 時代: 15世紀
- 場所： ドイツ、ドナウ川の近く； リングシュテッテン城